# Ilite

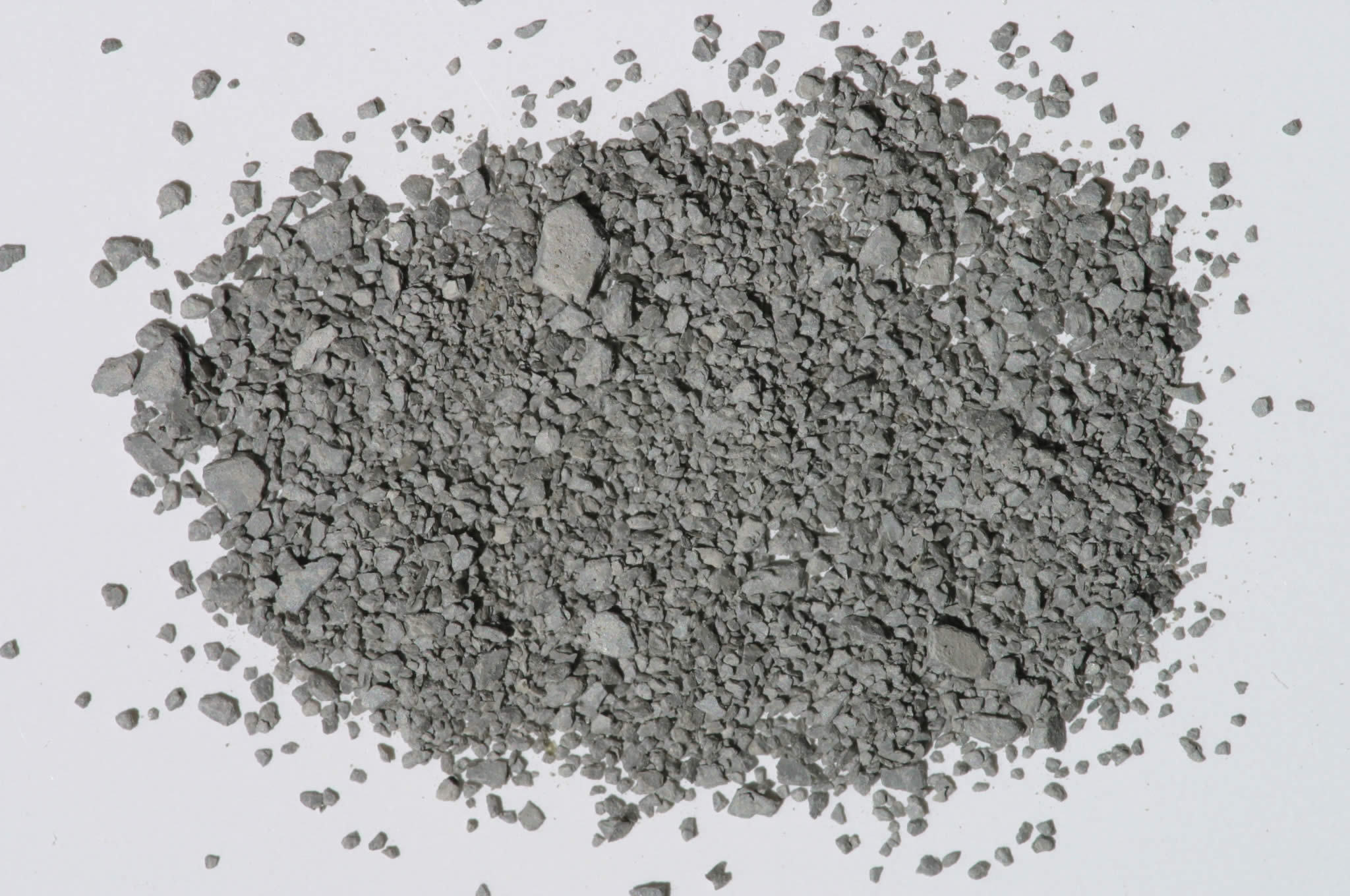
Amostra de ilita do USGS.

Ilite, ou ilita, é um mineral de argila do grupo das micas (classe 9-silicatos da  classificação de Strunz). É um filossilicato, ou silicato laminar que constitui uma argila micácea não expansiva.

## Descrição
Estruturalmente a ilite é bastante similar à moscovite ou à sericite, mas mais rica em silício, magnésio, ferro e água. Em compensação, apresenta menos alumínio tetraédrico e menos potássio interlaminar. A sua semelhança com a moscovite levou a que também seja conhecido por hidromica ou hidromoscovite. A bramallite é uma argila análoga rica em sódio.
A fórmula química da ilite é (K,H3O)(Al, Mg, Fe)2(Si, Al)4O10[(OH)2,(H2O)], mas apresenta sempre uma considerável substituição iónica.
A ilite apresenta-se como agregados de pequenos cristais monoclínicos acinzentados a brancos. Devido ao seu pequeno tamanho, a identificação segura usualmente requer a realização de uma análise de difracção de raios X.
A ilite é um produto da alteração ou meteorização da moscovite e dos feldspatos em ambiente de meteorização hídrica e térmica. Ocorre com elevada frequência em sedimentos, solos, rochas argilosas sedimentares e em algumas rochas metamórficas.
A ilite diferencia-se da glauconite em sedimentos por análise da difracção dos raios X.
A ilite foi descrita em solos de Maquoketa, Calhoun County, Illinois, em 1937. A etimologia do nome deriva de Illinois. 